# Dawn of the Dead (2004)
Dawn of the Dead ist eine Horrorfilm-Neuverfilmung des US-amerikanischen Regisseurs Zack Snyder aus dem Jahr 2004. Er basiert auf dem gleichnamigen Film von George A. Romero aus dem Jahr 1978, der in Deutschland unter dem Titel Zombie veröffentlicht wurde.

## Handlung
Als die Krankenschwester Ana eines Morgens erwacht, steht in ihrem Schlafzimmer die Nachbarstochter Vivian, die völlig unvermittelt ihren Ehemann anspringt und ihm den Hals zerfetzt. Er verblutet, steht jedoch wieder auf und versucht, Ana zu beißen. Es gelingt ihr, sich ins Badezimmer zu retten. Von dort aus entkommt sie durch das Fenster und kann schließlich mit ihrem Auto flüchten.
Ana irrt mit ihrem Auto durch ihren vormals beschaulichen Wohnort, in dem das Chaos ausgebrochen ist: Ein Teil der Bewohner ist zu Zombies geworden, die Jagd auf die Lebenden machen. Wer von einem Zombie gebissen wird, stirbt und wird selbst zum Zombie. Als Ana völlig traumatisiert auf einer Straße anhält, versucht ein Autodieb, ihr das Auto zu stehlen. Beim Versuch zu flüchten verliert sie die Kontrolle über ihr Auto und fährt eine Böschung hinunter, wo sie bewusstlos liegen bleibt. Sie wird von dem Polizisten Kenneth gefunden, dem sie sich anschließt. Wenig später treffen sie Michael, Andre und dessen Partnerin Luda. Diese berichten, dass es kein Entkommen aus der Stadt gibt. Zusammen beschließen sie, sich in einem nahegelegenen Einkaufszentrum zu verschanzen und auf Hilfe zu warten. Dort treffen sie jedoch auf die militanten Wachmänner des Einkaufszentrums, die dieses bereits als ihren Zufluchtsort beanspruchen und diesen mit niemandem teilen wollen. Daher wird die Gruppe um Ana zunächst in einem Laden des Einkaufszentrums gefangen gehalten.
Später kommen weitere Flüchtlinge in einem Lkw an und fahren vor dem Einkaufszentrum umher. Die Wachmänner wollen die Neuankömmlinge nicht hereinlassen, da sie ein Einschleppen der Krankheit befürchten. Terry, der jüngste Wachmann, befreit daraufhin die Gruppe um Ana, da er den Flüchtlingen helfen möchte. Mit ihnen zusammen gelingt es ihm, seine beiden Kollegen zu überwältigen und einzusperren. Die Flüchtlinge aus dem Lkw werden ins Einkaufszentrum geholt. Zwei von ihnen wurden gebissen und müssen getötet werden, nachdem sie zu Zombies mutieren. Die Neuankömmlinge berichten, dass der von den Behörden eingerichtete Sammelpunkt in der Stadt von den Untoten überrannt wurde. Über das Fernsehen erfährt man wenig später, dass die ganze Erde von Zombies bevölkert ist. Schließlich schalten alle Fernsehsender ihr Programm ab.
Die Überlebenden richten sich vorerst im Einkaufszentrum häuslich ein und machen sich die vielfältigen Waren und Produkte innerhalb der Mall zunutze, zum Beispiel einen großen Fernseher, um zur Ablenkung darauf Spielfilme anzuschauen. Die Wachmänner überdenken ihre Haltung und sehen ein, dass alle zusammenarbeiten müssen, um zu überleben. Es stellt sich Vertrauen zwischen allen ein, und man versucht, sich die Zeit zu vertreiben. Zudem wird ein weiterer Überlebender namens Andy auf einem Häuserdach unweit des Einkaufszentrums entdeckt, der sich allein in seinem Waffenladen verschanzt hat. Da sich in der Gegend mittlerweile tausende Zombies durch die Straßen drängen und er somit ebenfalls in seinem Laden gefangen ist, kommuniziert er mit der Gruppe über Texte auf Whiteboardtafeln. In einem verlassenen Fachgeschäft für Kinder- und Babyartikel im Einkaufszentrum unternimmt Andre den Versuch, das Baby seiner hochschwangeren Frau, die auf einem Bett zwangsfixiert liegt, ohne medizinische Kenntnisse eigenmächtig zur Welt zu bringen. Als sich jedoch sowohl die Schwangere als auch der entbundene Säugling als tollwütige Zombies erweisen, sterben beide Menschen durch die Pistolenschüsse der verbliebenen Gruppenmitglieder. Auch Andre wird erschossen, als er versucht, sein Zombie-Baby in den Armen mit Waffengewalt gegen die anderen Überlebenden zu verteidigen.
Nach einiger Zeit überwiegt in der Gruppe die Meinung, dass es besser wäre, einen Ausbruch zu versuchen, als in einem goldenen Käfig auf das Ende zu warten. Es wird ein Plan geschmiedet. Dieser sieht zunächst vor, zwei Shuttlebusse aus der Tiefgarage zu Panzerfahrzeugen umzubauen, um damit die Yacht von Steve zu erreichen, die im Hafen der Stadt liegt. Vorher soll jedoch Andy aus seinem Waffenladen abgeholt werden, wobei man auch weitere Waffen und Munition für die Flucht besorgen will. Mit der Yacht möchte die Gruppe versuchen, zu einer der Inseln vor der Küste zu gelangen, in der Hoffnung, dort sicherer zu sein.
Da Andy in seinem Waffenladen mittlerweile an Hunger leidet und für die Flucht zu schwach scheint, wird der Hund von Nicole losgeschickt, um ihm eine Tasche mit Lebensmitteln und einem Funkgerät zu bringen. Die Zombies beachten den Hund zunächst nicht. Nachdem Andy ihn durch eine Klappe in der Haustüre in seinen Laden holt, nimmt ein Zombie den gleichen Weg und beißt ihn. Nicole fährt eigenmächtig den Lkw an den Laden, um ihren Hund zu retten, dadurch ist die Gruppe gezwungen, ihre Flucht früher als geplant zu starten. Durch die Kanalisation gelangen sie an Andys Laden und über die Klappe hinein. Dieser ist mittlerweile mutiert und wird von Kenneth erschossen. Nicole und ihr Hund haben sich vor Andy in einem Schrank eingeschlossen und werden befreit. Die Gruppe deckt sich im Laden mit Waffen und Munition ein und zieht sich durch die Kanalisation wieder zurück, verfolgt von den Zombies. Die Gruppe flüchtet sogleich mit den umgebauten Bussen in Richtung Hafen. Unter schweren Verlusten erreichen sie diesen und verlassen ihn mit der Yacht. Michael bleibt zurück und erschießt sich, da er auf der Flucht gebissen wurde.
Während des Abspanns sieht man einige Szenen, die während der Schifffahrt mit einer Videokamera gemacht wurden: Nach einer Zeit stoßen sie auf Treibgut, das aber nur einen Zombie-Kopf enthält. Nachdem ihnen auch Wasser und Proviant ausgeht, finden die Überlebenden zwar eine Insel, allerdings gibt es auch dort Zombies, von denen sie sofort angegriffen werden. Die letzten Bilder der Videokamera zeigen nur noch Zombies.

## Synchronisation
Die deutsche Synchronisation entstand im Auftrag der Interopa Film GmbH, unter der Dialogregie von Stefan Fredrich. Das Dialogbuch schrieb Markus Engelhardt.
| Rolle               | Schauspieler   | Deutscher Sprecher  |
| ------------------- | -------------- | ------------------- |
| Ana Clark           | Sarah Polley   | Manja Doering       |
| Sgt. Kenneth Hall   | Ving Rhames    | Tilo Schmitz        |
| Michael Shaunessy   | Jake Weber     | Viktor Neumann      |
| Andre               | Mekhi Phifer   | Charles Rettinghaus |
| Steve Markus        | Ty Burrell     | Boris Tessmann      |
| CJ                  | Michael Kelly  | Erich Räuker        |
| Terry               | Kevin Zegers   | Ozan Ünal           |
| Bart                | Michael Barry  | Rainer Fritzsche    |
| Nicole              | Lindy Booth    | Tanja Geke          |
| Norma               | Jayne Eastwood | Marianne Lutz       |
| Luda                | Inna Korobkina | Berenice Weichert   |
| Tucker              | Boyd Banks     | Lutz Schnell        |
| Frank               | Matt Frewer    | Bernd Schramm       |
| Glen                | R.D. Reid      | Norbert Gescher     |
| Monica              | Kim Poirier    | Viktoria Voigt      |
| Der Fernsehprediger | Ken Foree      | Uli Krohm           |
| Luis Clark          | Louis Ferreira | Stefan Fredrich     |

## Rezeption
Die Kritiker reagierten überwiegend positiv auf den Film. Auf Rotten Tomatoes erreichte er einen Anteil positiver Wertungen von 76 % mit einer durchschnittlichen Bewertung von 6,8/10  basierend auf 195 Kritiken. Der Konsens lautet: „Ein kinetisches, gewalttätiges und erstaunlich würdiges Remake von George Romeros Horrorklassiker, das dem Original huldigt und unter seinen eigenen Bedingungen funktioniert.“ In der Internet Movie Database wurde der Film mit 7,3 von 10 bewertet.
Fritz Göttler äußerte sich wohlwollend und lobte in der Süddeutschen Zeitung insbesondere Regisseur Snyder. Roger Ebert fand die Neuverfilmung zwar trotz besserer schauspielerischer Leistungen schwächer als das Original, attestierte ihr aber zu funktionieren und das zu liefern, was man erwarte. Johannes Pietsch von Filmstarts verglich den Film mit dem Original und stellte fest, dass dem Remake der „politische Subtext des independent entstandenen Romero-Films“ abgehe, und sah in Snyders Film einen „harte[n], zynische[n] Action-Film, der angenehmerweise zu keiner Sekunde vorgibt, mehr sein zu wollen“. Ein Kritiker der Zeitschrift Cinema zog folgendes Fazit: „Knallharter Schocker, der (fast) pausenlose Action und makaberen Witz serviert“. Das Lexikon des internationalen Films urteilte: „Remake von George A. Romeros Horrorfilm "Zombie" aus dem Jahr 1977, das, mit teilweise grausigen Bildern, eine allumfassende Krisenerfahrung im Rahmen des Horrorgenres visualisiert und atmosphärisch durchaus dicht eine Endzeitstimmung herauf beschwört.“
Der Schriftsteller Stephen King stufte den Vorgänger Zombie als Romeros „wirklich geniales“ Werk ein und benannte die Neuverfilmung als „das perfektionierte Genie“, zudem bestätigte er ihm „eine der besten Anfangssequenzen […], die je für einen Horrofilm gemacht wurden.“ Er führt weiter aus, dass vor allem die Rollenbesetzung durch die relativ wenig bekannte Sarah Polley für eine besondere Spannung sorgt: „Hätten wir eine Schauspielerin wie Julia Roberts oder Charlize Theron als Ana gesehen, wüssten wir, dass sie überleben wird. Weil es aber Polley ist, wünschen wir, dass sie entkommen kann.“ Zudem setzt er den Film in den politischen Kontext um die Ängste der Amerikaner nach den Terroranschlägen vom 11. September 2001 und die Gedanken an potenzielle islamistische Selbstmordattentäter, indem er die im Film agierenden Zombies mit diesen Terroristen vergleicht: „Man kann schlagen oder verbrennen, aber sie kommen trotzdem immer wieder, so vermittelten es uns zumindest die Nachrichtenberichte. Und sie würden auch in Zukunft immer wiederkommen, bis einer von uns beiden ausgelöscht sein würde: wir oder sie. Der einzige Weg, um sie aufzuhalten, sei eine Kugel in den Kopf.“ Er distanziert sich von Rassismus, bewertet allerdings den Terror: „Und das genau sind Snyders Zombie, wie mir scheint: sich schnell bewegende Terroristen, die nie verschwinden.“
Andererseits wurde der Film in USA Today „seelenlos“ genannt, und Michael Wilmington urteilte für die Chicago Tribune, dass der Film trotz hohen Budgets, handwerklichen Gespürs und einer guten Besetzung ein „verdammtes (blutiges) Durcheinander“ sei.
Der Film spielte allein durch die Kinoauswertung weltweit über 100 Millionen US-Dollar ein. Das Budget betrug 26 Millionen US-Dollar.

## Trivia
- Drei Schauspieler des Originals haben Cameo-Auftritte in der Neuverfilmung: Ken Foree, der im Original Peter spielt, ist der Fernsehprediger, der hinter der Zombieplage Gottes Bestrafung sieht. Scott H. Reiniger, der im Original Roger spielt, spielt den General im Fernsehen, der sagt, alle sollten aus Sicherheitsgründen zu Hause bleiben. Tom Savini, der Spezialeffekte-Mann des Originals, der in diesem auch ein Mitglied der Rockerbande spielt, mimt im neuen Film den Sheriff, der im Fernsehen mitteilt, man müsse den Zombies in den Kopf schießen.
- Ein Laden im Einkaufszentrum heißt Gaylen Ross, wie eine Schauspielerin im Original. Das Schild „Wooley’s Diner“ erinnert an die Rolle des „Wooley“. Der BP-LKW, der WGON-Helikopter und das Auto, das in eine Tankstelle rast, kommen auch im Original vor.
- Der Song, der während des Vorspanns läuft, ist The Man Comes Around von Johnny Cash, der Text enthält mehrere Zitate aus der Offenbarung des Johannes. Außerdem wurde der Song Down with the Sickness zweimal gespielt, das Original von Disturbed im Abspann und das Lounge-Cover von Richard Cheese in den Szenen, in denen sich die Überlebenden im Einkaufszentrum einleben. Ebenfalls im Abspann zu hören ist der Song People who died von der Jim Carroll Band.
- Viele Firmen wollten in dem Film nicht vorkommen, weshalb die Geschäfte im Einkaufszentrum fiktiv sind – mit Ausnahme des Panasonic Stores.
- Die Szenen im Einkaufszentrum wurden in der Thornhill Square in Thornhill, Ontario, gedreht, die übrigen Szenen in Aileen-Willowbrook, Ontario.
- Die Szenen auf dem Boot und der Insel wurden erst im Nachhinein gedreht, nachdem Testvorführungen ergeben hatten, dass dem Publikum das ursprüngliche Ende zu plötzlich war.
- Das Wort „Zombie“ kommt im Film nicht vor. Lediglich im Bonusmaterial wird das Wort verwendet, als ein Mediziner einer Reporterin einen Untoten vorführt sowie bei einem im Rahmen des „News Report“ im Bonusmaterial gezeigten Survival-Videos.
- In diesem Film werden die Zombies schneller und agiler dargestellt als in den bisher erschienenen Zombiefilmen. Sie wirken nicht so träge und langsam wie ihre Zombiekollegen in den anderen Filmen, sondern haben hier sogar die Fähigkeit zu sprinten oder zu klettern.
- Auf der DVD unter Special Features erhält man die Info, dass die Entwickler innerhalb des Films eine Art körperliche Entwicklung der Zombies erstellen wollten. Wenn man sich den Film genauer anschaut, erkennt man im Laufe der Handlung körperliche Veränderungen bei den Infizierten, sie wirken mehr und mehr verwest und abgestorben. Während man anfangs die Zombies nur durch ihre blasse Haut, weißen Augen und Bisswunden erkennen konnte, kann man schon in der Mitte des Films beobachten, dass zum Teil die menschliche Außenhülle ganz zerfällt. Dies soll den Zeitablauf der Handlung unterstreichen und hervorbringen, dass die infizierten Personen tatsächlich sterben.

## Director’s Cut und Kinofassung
Am 15. April 2004 kam der Film in die deutschen Kinos und lockte dort fast 400.000 Zuschauer in die Vorstellungen. Mitte August 2004 erschien der Film auf DVD, allerdings in einer ca. neun Minuten längeren Version, dem so genannten Director’s Cut. Diese Fassung wurde um einige Szenen ergänzt, die mehr Charaktervertiefung, aber auch mehr Gewalt zeigen. Erst danach wurde beschlossen, die mit der Kinofassung von 2004 identische Version im Februar 2005 ebenfalls auf DVD zu veröffentlichen.